# Veinte años y un destino
Veinte años y un destino es el primer recopilatorio del cantante español David Bustamante con sus grandes éxitos nuevamente grabados tanto vocal como instrumentalmente. Se lanzó el 16 de abril de 2021 en España bajo el sello de Universal Music Spain. Su distribución en Latinoamérica es por Universal Music Latino.

## Antecedentes y promoción
Fue producido por Jacobo Calderón y fue grabado en Madrid. El álbum incluye nuevos dúos con cantantes y amigos personales del artista como Pastora Soler en el tema «Además de ti» (compuesto por Juan Carlos Calderón -padre del productor del disco-), Pablo López en el tema «Me salvas»  o Antonio Orozco en el tema «Miento». Los dos primeros ya habían interpretado otras canciones con Bustamante en otros de sus discos.
Veinte años y un destino entró al número tres de la lista oficial de discos más vendidos en España.
El primer sencillo escogido fue «Dos hombres y un destino», una de las canciones más reconocibles del cantante. Interpretado en solitario como en la mayoría de los conciertos de su trayectoria, el tema había sido grabado con anterioridad junto al fallecido cantante español Àlex Casademunt y junto al cantante argentino Axel además de haber sido interpretado en dúos junto a Sergio Dalma, Miguel Nández o Adrián Lastra, entre otros.

## Listado de canciones
- Edición estándar

| Veinte años y un destino |                                    |                                                             |          |  |
| N.º                      | Título                             | Escritor(es)                                                | Duración |  |
| 1.                       | «Dos hombres y un destino»         | Miguel Gallardo                                             | 3:33     |  |
| 2.                       | «Feliz»                            | Claudia Brant, David Bustamante, Justin Grey, Noel Schajris | 3:28     |  |
| 3.                       | «Me salvas» (con Pablo López)      | Christian Leuzzi, Emanuel Olsson                            | 3:53     |  |
| 4.                       | «A contracorriente»                | Kike Santander                                              | 3:12     |  |
| 5.                       | «Al filo de la irrealidad»         | Kike Santander, Gustavo Santander                           | 4:16     |  |
| 6.                       | «Como tú ninguna»                  | Jorge Luis Piloto, Elain Morales                            | 3:28     |  |
| 7.                       | «Además de ti» (con Pastora Soler) | Juan Carlos Calderón                                        | 3:27     |  |
| 8.                       | «Vivir»                            | Rafael Vergara, Pablo Manresa, Vicky Echeverri              | 3:40     |  |
| 9.                       | «El aire que me das»               | K.C. Porter, Jorge Edgar Espino, Alonso Cheín García        | 3:13     |  |
| 10.                      | «Bandera blanca»                   | Jorge Luis Piloto, Raúl del Sol                             | 4:10     |  |
| 11.                      | «Miento» (con Antonio Orozco)      | Carlos Matari, Noelia Sánchez                               | 3:38     |  |
| 12.                      | «Abrázame muy fuerte»              | Kike Santander                                              | 3:14     |  |
| 13.                      | «Miente»                           | Rafael Vergara, Mauricio Gasca                              | 4:11     |  |
| 14.                      | «Devuélveme la vida»               | Jorge Miguel Velasques                                      | 3:46     |  |
| 15.                      | «Cobarde»                          | José Abraham, Álvaro Rey                                    | 3:56     |  |
| 55:00                    |                                    |                                                             |          |  |

## Listas

### Semanales
| Listas (2021)       | Mejor posición |
| ------------------- | -------------- |
| España (PROMUSICAE) | 3              |